# Sindanghayu (Banjarsari)
Sindanghayu is een bestuurslaag in het regentschap Ciamis van de provincie West-Java, Indonesië. Sindanghayu telt 4231 inwoners (volkstelling 2010).